# Wahlkreis Nr. 2 (Senat der Republik Polen)
Der Wahlkreis Nr. 2 (polnisch Okręg wyborczy nr 2) ist ein seit 2011 bestehender Wahlkreis für die Wahl des Senats der Republik Polen und wurde auf Grundlage des Kodeks wyborczy vom 5. Januar 2011 (Dz.U. 2011 nr 21 poz. 112) errichtet. Das Gebiet des Wahlkreises Nr. 2 war bis dahin ein Teil des Wahlkreises Nr. 1. Die erste Wahl, die im Wahlkreis stattfand, war die Parlamentswahl am 9. Oktober 2011.
Der Wahlkreis umfasst nach dem Anlage Nr. 2 (Załącznik nr 2) des Kodeks wyborczy in der letzten Bekanntmachung vom 22. Februar 2019 (Dz.U. 2019 poz. 684) die kreisfreie Stadt Jelenia Góra und die Powiate Jaworski, Jeleniogórski, Kamiennogórski und Złotoryjski der Woiwodschaft Niederschlesien (Województwo dolnośląskie).
Der Sitz der Wahlkreiskommission ist Legnica

## Wahlkreisvertreter
| WP    | Wahl | Senator | Senator                  | Wahlkomitee                 |
| ----- | ---- | ------- | ------------------------ | --------------------------- |
| VIII. | 2011 |         | Józef Pinior             | KW Platforma Obywatelska RP |
| IX.   | 2015 |         | Krzysztof Stanisław Mróz | KW Prawo i Sprawiedliwość   |

## Wahlergebnisse

### Parlamentswahl 2011
Die Wahl fand am 9. Oktober 2011 statt.
Keiner der amtierenden Senatoren des ehemaligen Wahlkreises Nr. 1 kandidierte im neuen Wahlkreis Nr. 2: Tomasz Misiak, Mitglied des Senats seit 2005, trat im Wahlkreis Nr. 6 für die KWW Rafał Dutkiewicz an, verpasste aber den erneuten Einzug. Swakoń Jacek, Senator in seiner ersten Amtszeit, kandidierte erneut für den Sejm, dem er von 1997 bis 2001 angehörte, diesmals für die KW Polska Jest Najważniejsza im Wahlkreis Nr. 1, konnte aber kein Mandat erringen. Auch Witold Idczak (KW Prawo i Sprawiedliwość) bewarb sich um ein Mandat für den Sejm im selben Wahlkreis wie Jacek, blieb aber ebenso erfolglos.
Zbigniew Ładziński zog seine Kandidatur nach dem Druck der Wahlzettel zurück. Józef Pinior, Mitglied des Europäischen Parlaments in der 6. Wahlperiode (2004–2009), war 2009 bei der Wiederwahl zum Europäischen Parlament gescheitert, setzte sich aber bei den Senatswahlen gegen den ehemaligen Sejm-Abgeordneten und Senator Tadeusz Stefan Lewandowski (I. Wahlperiode des Sejm, 1991–1993; IV. und VI. Wahlperiode des Senats, 1997–2001 und 2005–2007) durch. Für Pinior ist es die 1. Amtszeit.
| # | Kandidat | Kandidat                     | Wahlkomitee                     | Stimmen | Prozent |
| - | -------- | ---------------------------- | ------------------------------- | ------- | ------- |
| 1 |          | Sylwester Ryszard Baćko      | KWW Baćko do Senatu             | 6.877   | 6,93 %  |
| 2 |          | Wojciech Chadży              | KW Sojusz Lewicy Demokratycznej | 19.799  | 19,95 % |
| 3 |          | Tadeusz Stefan Lewandowski   | KW Prawo i Sprawiedliwość       | 21.966  | 22,13 % |
| 4 |          | Zbigniew Stanisław Ładziński | KWW Rafał Dutkiewicz            | 0       | 0,00 %  |
| 5 |          | Józef Pinior                 | KW Platforma Obywatelska RP     | 40.703  | 41,01 % |
| 6 |          | Zbigniew Skowron             | KW Polskie Stronnictwo Ludowe   | 9.896   | 9,97 %  |

Wahlberechtigte: 238.761 – Wahlbeteiligung: 44,87 % – Quelle: Dz.U. 2011 nr 218 poz. 1295

### Parlamentswahl 2015
Die Wahl fand am 25. Oktober 2015 statt.
Der amtierende Senator des Wahlkreises Nr. 2, Józef Pinior, trat nicht erneut im Wahlkreis an, sondern unterlag im Wahlkreis Nr. 8 dem amtierenden und erneut kandidierenden unabhängigen Senator Jarosław Obremski. Den Wahlkreis gewann der seit 2006 im Stadtrat von Jelenia Góra sitzende Krzysztof Mróz; für ihn ist es die 1. Amtszeit als Senator.
| # | Kandidat | Kandidat                  | Wahlkomitee                                  | Stimmen | Prozent |
| - | -------- | ------------------------- | -------------------------------------------- | ------- | ------- |
| 1 |          | Andrzej Jan Dobrowolski   | KKW Zjednoczona Lewica SLD+TR+PPS+UP+Zieloni | 14.256  | 13,94 % |
| 2 |          | Kazimierz Sławomir Klimek | KKW Obywatele do Parlamentu                  | 6.063   | 5,93 %  |
| 3 |          | Krzysztof Stanisław Mróz  | KW Prawo i Sprawiedliwość                    | 31.790  | 31,08 % |
| 4 |          | Hubert Wojciech Papaj     | KW Platforma Obywatelska RP                  | 26.009  | 25,43 % |
| 5 |          | Jerzy Jan Pokój           | KKW Jerzy Pokój                              | 16.828  | 16,45 % |
| 6 |          | Zbigniew Skowron          | KW Polskie Stronnictwo Ludowe                | 7.323   | 7,16 %  |

Wahlberechtigte: 232.902 – Wahlbeteiligung: 45,60 % – Quelle: Dz.U. 2015 poz. 1732